# Lothar Zysk
Lothar Zysk (* 9. März 1934 in Liebenberg/Ostpreußen; † 13. Oktober 2017) war ein promovierter deutscher Jurist und von 1981 bis 1999 Richter am deutschen Bundesgerichtshof.

## Leben
Nach dem Abschluss seiner juristischen Ausbildung trat Zysk 1963 in den Justizdienst des Freistaats Bayern ein, wo er beim Landgericht München I, bei der Staatsanwaltschaft und dem Amtsgericht München, zuletzt als Richter am Oberlandesgericht München tätig wurde.
Zum Richter am Bundesgerichtshof wurde Zysk im Jahre 1981 gewählt. Hier war er zuletzt als stellvertretender Vorsitzender des XII. Zivilsenats tätig, ehe er zum 31. Januar 1999 in den Ruhestand trat.